# Comuna Nevhodî, Ovruci
Nevhodî (în ucraineană Невгодівська сільська рада) este o comună în raionul Ovruci, regiunea Jîtomîr, Ucraina, formată din satele Nevhodî (reședința) și Veselivka.

## Demografie
Componența lingvistică a comunei Nevhodî
     Ucraineană (96,78%)
     Rusă (1,43%)
     Română (1,43%)
     Alte limbi (0,18%)
Conform recensământului din 2001, majoritatea populației comunei Nevhodî era vorbitoare de ucraineană (96,78%), existând în minoritate și vorbitori de rusă (1,43%) și română (1,43%).